# Anton Semjonowitsch Budilowitsch

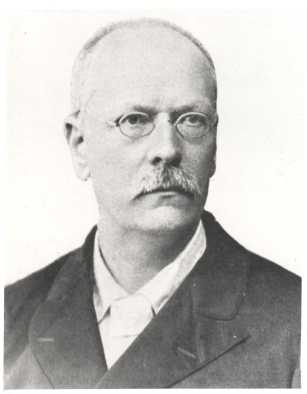
Anton Budilowitsch (um 1900)

Anton Semjonowitsch Budilowitsch (russisch Антон Семёнович Будилович; * 24. Maijul. / 5. Juni 1846greg. in Komotowo, Gouvernement Grodno; † 12. Dezemberjul. / 25. Dezember 1908greg. in Sankt Petersburg) war ein russischer Slawist.
Budilowitsch war von 1890 bis 1892 Rektor der Universität von Warschau und von 1882 bis 1901 Rektor der Universität im livländischen Tartu (damals Jurjew). Er gilt als Verfechter der Russifizierung in den damaligen Randgebieten des Russischen Kaiserreichs.

## Leben und Wissenschaft
Anton Budilowitsch wurde in eine belarussische Familie geboren. Sein Vater war orthodoxer Priester. Auch Anton Budilowitsch wurde religiös geprägt. Er besuchte einige Zeit ein Theologisches Seminar, studierte dann aber ab 1864 an der Kaiserlichen Universität der russischen Hauptstadt Sankt Petersburg Geschichte und Philologie.
1869 wurde Budilowitsch Privatdozent an der Geistlichen Akademie Sankt Petersburg. Ab 1870 unterrichtete er am Petersburger Historisch-Philologischen Institut. 1871 verteidigte er seine Dissertation zu dem Thema „Исследование языка древнеславянского перевода XIII слов Григория Богослова по рукописи Императорской Публичной библиотеки XI века“. 1875 wurde Budilowitsch Ordinarius am Historisch-Philologischen Institut in Nischyn. 1878 legte er seine Doktorarbeit mit dem Titel „Первобытные славяне в их языке, быте и понятиях“ vor.
Von 1881 bis 1892 war Budilowitsch Professor für Russisch und Kirchenslawisch in Warschau. Von 1890 bis 1892 war er Rektor der Universität. Anschließend wurde der politisch zuverlässige Budilowitsch von den russischen Kultusbehörden nach Livland berufen.
Von 1892 bis 1901 war Anton Budilowitsch Professor für vergleichende Grammatik der slawischen Sprachen an der Kaiserlichen Universität Dorpat. In dieser Zeit war Budilowitsch gleichzeitig Rektor der Universität. Er löste den letzten deutschbaltischen Rektor der Kaiserlichen Universität, Ottomar Meykow, ab.
Budilowitsch trat vehement für die Russifizierung Dorpats und der Universität ein. Unter seiner Führung wurde die seit 1802 deutschsprachige Universität in eine nahezu rein russischsprachige Bildungseinrichtung umgeformt. Alle deutschen und zahlreiche deutschbaltische Professoren und Studenten verließen Dorpat, das ab 1893 nur noch den russischen Namen Jurjew tragen durfte.
1901 wurde Budilowitsch Berater im russischen Erziehungsministerium. 1905 wurde er zum Vorsitzenden des Rates für den Schulunterricht von Ausländern ernannt. Budilowitsch trat vehement gegen separatistische Strömungen und anti-russische Tendenzen unter Nicht-Russen ein.

## Veröffentlichungen und Mitgliedschaften
Der zarentreue Budilowitsch verfasste zahlreiche Aufsätze zu konservativ-patriotischen und slawischen Themen, die in russischen Zeitungen erschienen. Budilowitsch war Anhänger der Russifizierung des Reiches, insbesondere in seinen nicht-slawischen Randgebieten. Er vertrat einen literarischen Panslawismus mit dem Russischen als führender Sprache und trat unter religiös-orthodoxen Vorzeichen für die Einheit der griechisch-slawischen Welt ein.
Anton Budilowitsch veröffentlichte zahlreiche Untersuchungen zu den slawischen Sprachen und zur russischen Kulturgeschichte. Besonders beschäftigte er sich mit Michail Lomonossow als Naturwissenschaftlicher, Philologe und Schriftsteller sowie mit den Werken und Wirken von Kyrill und Method.
Budilowitsch war Mitglied der Kaiserlich Russischen Geographischen Gesellschaft und korrespondierendes Mitglied der Akademie der Wissenschaften in Sankt Petersburg. Gemeinsam mit dem Tartuer Professor Jewgeni Petuchow (1863–1948) gründete er die Gelehrte Literarische Gesellschaft, die an die Universität Tartu angegliedert war. Die Forschungseinrichtung untersuchte Fragen zur russischen Kultur. Sie war bis 1918 aktiv.
Budilowitsch gründete auch die galizisch-russisch Gesellschaft und war deren erster Präsident. Aus Galizien stammte auch seine Ehefrau Elena Dobrjanskaja (1850–1922), eine Tochter des Publizisten und Politikers Adolf Dobrjanský (1817–1901). Das Paar hatte zwei Söhne und eine Tochter.
Budilowitsch starb 1908 in Sankt Petersburg. Er liegt auf dem Friedhof des Alexander-Newski-Klosters begraben.